# Cosmopterosis
Cosmopterosis é um gênero de mariposa pertencente à família Crambidae.